# 청천초등학교 (전남)
청천초등학교는 대한민국 전라남도 구례군 마산면 마산리에 있는 공립 초등학교이다.

## 학교 연혁
- 1930년 10월 16일 청천공립보통학교 설립인가
- 1939년 4월 1일 청천공립심상소학교 개칭
- 1941년 4월 1일 청천공립국민학교 개칭
- 1980년 5월 1일 병설유치원 개원
- 1996년 3월 1일 청천초등학교로 개칭
- 2021년 1월 13일 제88회 9명 졸업(졸업생 총 수 7,908명)
- 2021년 3월 1일 제28대 오우진 교장 부임
- 2021년 3월 1일 초등학교 7학급 편성 병설유치원 1학급 편성
- 2022년 1월 10일 제89회 8명 졸업(졸업생 충 수 7,916명)
- 2022년 3월 1일 초등학교 7학급, 병설유치원 1학급 편성

## 학교 상징
- 교화 - 철쭉 : 화합과 우애
- 교목 - 소나무 : 강인한 기상
- 교색 - 녹색 : 젊음과 평화

## 참고 자료
- 청천초등학교 - 한국교육학술정보원 학교알리미